# نادي توركو
نادي توركو لكرة القدم (بالفنلندية: Turun Palloseura) نادي كرة القدم فنلندي، مقره في مدينة توركو.